# Sam Davis (Spion)
Sam Davis (* 6. Oktober 1842 in Smyrna, Tennessee; † 27. November 1863 in Pulaski, Tennessee), bekannt als der Boy Hero of the Confederacy, war ein Spion der Konföderation. Unter Verdacht der Spionage wurde er nach einer Gefangenschaft von nur sieben Tagen hingerichtet.

## Jugend und Dienst im konföderierten Heer
Samuel war der älteste Sohn von Charles Lewis Davis und Jane (Simmons) Davis. Die Familie Davis war Teil der gehobenen Mittelschicht. Er besuchte die örtliche Schule in Smyrna, Tennessee und wurde am  Western Military Institute – jetzt Montgomery Bell Academy – von 1860 bis 1861 ausgebildet. Dort beeinflusste der Schulleiter und spätere konföderierte General Bushrod Rust Johnson Davis in seinen Auffassungen zur Sezession. Im Jahr 1860 arbeiteten auf der Davis-Plantage 51 Sklaven.
Davis meldete sich im April 1861 freiwillig beim 1. Tennessee-Infanterie-Regiment. Mit dem Regiment nahm er an den Schlachten von Cheat Mountain, Shiloh, Perryville und Stones River teil. Er wurde bei Shiloh leicht und bei Perryville schwer verwundet. 1863 wurde Davis von den Coleman Scouts angeworben.
Nachdem das Unionsheer 1863 große Teile Tennessees besetzt hatte, operierten die Coleman Scouts hinter den gegnerischen Linien. Die Union betrachtete sie als Spione, obwohl sie konföderierte Uniformen trugen und von General Braxton Bragg unterschriebene Ausweise mit sich trugen.

## Gefangennahme und Hinrichtung
Davis wurde am 20. November 1863 in der Nähe von Minor Hill, Tennessee gefangen genommen. Er führte Informationen über Truppenbewegungen und Zeitungen und persönliche Gegenstände für General Bragg mit sich. Der Kommandeur der im mittleren Tennessee eingesetzten Division – Generalmajor Grenville M. Dodge – erkannte, dass die sichergestellten Unterlagen aus seinem unmittelbaren Umfeld stammen mussten. Er bot deshalb Davis die Freiheit im Gegenzug der Nennung des Informanten, der einer seiner Offiziere sein musste, an. Davis weigerte sich und wurde vor ein Kriegsgericht gestellt, das ihn als Spion zum Tod durch Hängen verurteilte. Seine letzten Worte sollen gewesen sein:

“I would rather die a thousand deaths than betray a friend.”

„Ich würde lieber tausend Tode sterben, als einen Freund zu verraten.“

Ein weiteres berühmtes Zitat war:

“If I had a thousand lives to live, I would give them all rather than betray a friend or the confidence of my informer.”

„Wenn ich tausend Leben zu leben hätte, würde ich alle geben, anstatt einen Freund oder das Vertrauen meines Informanten zu verraten.“

Davis schrieb vor seiner Hinrichtung einen Brief an seine Mutter:

“Dear mother. O how painful it is to write you! I have got to die to-morrow --- to be hanged by the Federals. Mother, do not grieve for me. I must bid you good-bye forevermore. Mother, I do not fear to die. Give my love to all.”

„Liebe Mutter, oh, wie schmerzhaft es ist, euch zu schreiben, ich muss morgen sterben, werde von den Unionstruppen gehängt. Mutter, trauer nicht um mich. Ich verabschiede mich, Mutter, ich fürchte mich nicht zu sterben.“

Es gab auch einen Brief für seinen Vater:

“Father, you can send after my remains if you want to do so. They will be at Pulaski, Tenn. I will leave some things with the hotel keeper for you.”

„Vater, du kannst nach meinen Überresten suchen, wenn du es willst. Sie werden bei Pulaski, Tennessee, sein. Ich werde im Hotel ein paar Sachen für dich hinterlassen.“

Er wurde von Unionstruppen in Pulaski, Tennessee, am 27. November 1863 gehängt. Als er an der Hinrichtungsstätte, auf seinem eigenen Sarg, vorbei rumpelte, flehten die Soldaten der Union neben der Wagenstraße ihn an, zu kooperieren, damit sie nicht die Hinrichtung verfolgen müssten. Vermutlich wurde der Offizier, der für die Hinrichtung verantwortlich war, von Davis’ Jugend und ruhigem Benehmen aus der Fassung gebracht und hatte Schwierigkeiten, seine Befehle auszuführen. Davis soll zu ihm gesagt haben:

“Officer, I did my duty. Now, you do yours.”

„Offizier, ich habe meine Pflicht getan, jetzt tun Sie Ihre.“